# 西伯利亚龟象
西伯利亚龟象（学名：Rhinoncus sibiricus）是鞘翅目象甲科的一种昆虫，主要分布在俄罗斯、蒙古、朝鲜半岛、中国大陆、台湾、日本等地，是严重危害荞麦的一种害虫。在俄罗斯普里莫爾斯基區和中国内蒙古自治区赤峰市的荞麦产区都爆发过严重的虫灾。